# My Little Pony: Equestria Girls (serial animowany)
My Little Pony: Equestria Girls – serial animowany powstały na podstawie filmów z serii My Little Pony: Equestria Girls. Trzy 22-minutowe specjalne odcinki zostały wyemitowane od 24 czerwca do 8 lipca 2017 roku w USA na kanale Discovery Family. Serial ten miał swoją premierę w Polsce 14 maja 2017 na antenie teleTOON+.

## Opis fabuły
Serial ukazuje przygody uczennic Liceum Canterlot po wydarzeniach z filmu My Little Pony: Equestria Girls: Legenda Everfree.

## Obsada
- Tara Strong – Twilight Sparkle
- Rebecca Shoichet – Sunset Shimmer
- Ashleigh Ball –
  - Applejack,
  - Rainbow Dash
- Andrea Libman –
  - Fluttershy,
  - Pinkie Pie
- Tabitha St. Germain – Rarity
- Cathy Weseluck – Spike

## Wersja polska
Wersja polska: SDI Media Polska na zlecenie Hasbro

Reżyseria: Joanna Węgrzynowska-Cybińska

Tłumaczenie i dialogi: Ewa Mart

Tekst piosenki: Tomasz Robaczewski

Kierownictwo muzyczne: Juliusz Kamil

Dźwięk: Łukasz Fober

Kierownictwo produkcji: Ewa Krawczyk

Wystąpili:
- Magdalena Krylik – Twilight Sparkle
- Anna Cieślak – Sunset Shimmer
- Agnieszka Mrozińska – Rainbow Dash
- Monika Pikuła – Applejack
- Julia Kołakowska-Bytner – Pinkie Pie
- Małgorzata Szymańska – Fluttershy
- Monika Kwiatkowska – Rarity
- Dominika Kluźniak – Spike

W pozostałych rolach:
- Agnieszka Fajlhauer –
  - Sugarcoat (odc. 1),
  - gwary (odc. 3)
- Marta Markowicz – Sour Sweet (odc. 1)
- Kamil Pruban –
  - Lektor reklamy Canterlot Mall (odc. 1),
  - Reżyser (odc. 2),
  - gwary (odc. 2)
- Zuzanna Saporznikow – Sunny Flare (odc. 1)
- Anna Wojciechowska –
  - Lemon Zest (odc. 1),
  - Asystentka kierownika produkcji (odc. 2)
- Wojciech Chorąży – Canter Zoom (odc. 2-3)
- Piotr Napierała –
  - Nerwowy asystent kierownika produkcji (odc. 2),
  - Tłum (odc. 3)
- Aleksandra Radwan –
  - Chestnut Magnifico (odc. 2),
  - Dziewczyna (odc. 3)
- Dominika Sell – Juniper Montage (odc. 2-3)
- Łukasz Węgrzynowski –
  - Stalwart Stallion (odc. 2),
  - Tłum (odc. 3)
- Klaudia Kuchtyk – Starlight Glimmer (odc. 3)
- Katarzyna Michalska – Dzieciak (odc. 3)

Wykonanie piosenki: Julia Kołakowska-Bytner, Paulina Korthals, Magdalena Krylik, Agnieszka Mrozińska, Katarzyna Owczarz, Anna Sochacka, Małgorzata Szymańska
Lektor: Paweł Bukrewicz

## Spis odcinków
| Światowa premiera | Polska premiera | N/o | Polski tytuł | Angielski tytuł |
| ----------------- | --------------- | --- | ------------ | --------------- |
|                   |                 |     |              |                 |
| SERIA PIERWSZA    |                 |     |              |                 |
|                   |                 |     |              |                 |
| 24.06.2017        | 14.05.2017      | 01  | Magia tańca  | Dance Magic     |
|                   |                 |     |              |                 |
| 01.07.2017        | 21.05.2017      | 02  | Magia filmu  | Movie Magic     |
|                   |                 |     |              |                 |
| 08.07.2017        | 28.05.2017      | 03  | Magia lustra | Mirror Magic    |
|                   |                 |     |              |                 |